# Кубок Австралії з футболу 2025
Кубок Австралії з футболу 2025 — 11-й розіграш кубкового футбольного турніру у Австралії. Титул володаря кубка захищає Макартур.

## Календар
| Раунд            | Дата                      | Матчі | Клуби    |
| ---------------- | ------------------------- | ----- | -------- |
| Попередні раунди | 31 січня – 14 травня 2025 | 686   | 718 → 32 |
| 1/16 фіналу      | 22–30 липня 2025          | 16    | 32 → 16  |
| 1/8 фіналу       | 10–13 серпня 2025         | 8     | 16 → 8   |
| 1/4 фіналу       | 19–24 серпня 2025         | 4     | 8 → 4    |
| 1/2 фіналу       | 13–14 вересня 2025        | 2     | 4 → 2    |
| Фінал            |                           | 1     | 2 → 1    |

## 1/16 фіналу
| Команда 1                          | Рахунок      | Команда 2                  |
| ---------------------------------- | ------------ | -------------------------- |
| 22 липня 2025                      |              |                            |
| Пенінсула Пауер (2)                | 0:3          | Вестерн Сідней Вондерерз   |
| Ейвондейл (2)                      | 5:1          | Стірлінг Македонія (2)     |
| Дарвін Олімпік (2)                 | 0:9          | Нанавейдінг Сіті (4)       |
| 23 липня 2025                      |              |                            |
| Нортерн Тайгерс (3)                | 0:1          | Сідней Юнайтед (2)         |
| Аделаїда Хорватія Рейдерс (2)      | 2:3          | Кук Гілл Юнайтед (2)       |
| Гейделберг Юнайтед (2)             | 2:0          | Вестон Бірс (2)            |
| Саут Гобарт (2)                    | 1:2          | Саут Мельбурн (2)          |
| 27 липня 2025                      |              |                            |
| Перт Глорі                         | 1:1 пен. 7:8 | Веллінгтон Фенікс          |
| 29 липня 2025                      |              |                            |
| СД Рейдерс (3)                     | 0:5          | Макартур                   |
| Голд Кост Найтс (2)                | 0:4          | Окленд                     |
| Вестерн ЮнайтедГолд Кост Найтс (2) | 0:1          | Сідней                     |
| Олімпік Кінгсвей (2)               | 4:3 дч       | Мельбурн Вікторі           |
| 30 липня 2025                      |              |                            |
| Брісбен Сіті (2)                   | 2:0          | Олімпік (2)                |
| Ньюкасл Юнайтед Джетс              | 2:1          | Аделаїда Юнайтед           |
| Канберра Кроація (2)               | 0:4          | Норд-Істерн Метростарз (2) |
| АПІА Лечгардт (2)                  | 2:0          | Мельбурн Сіті              |

## 1/8 фіналу
| Команда 1                  | Рахунок      | Команда 2                |
| -------------------------- | ------------ | ------------------------ |
| 10 серпня 2025             |              |                          |
| Сідней Юнайтед (2)         | 0:2          | Сідней                   |
| Нанавейдінг Сіті (4)       | 0:1          | Веллінгтон Фенікс        |
| 11 серпня 2025             |              |                          |
| Норд-Істерн Метростарз (2) | 0:2          | Макартур                 |
| 12 серпня 2025             |              |                          |
| Гейделберг Юнайтед (2)     | 3:0          | Вестерн Сідней Вондерерз |
| Брісбен Сіті (2)           | 1:1 пен. 4:3 | Олімпік Кінгсвей (2)     |
| 13 серпня 2025             |              |                          |
| Кук Гілл Юнайтед (2)       | 0:5          | Ньюкасл Юнайтед Джетс    |
| Саут Мельбурн (2)          | 0:3          | Окленд                   |
| Ейвондейл (2)              | 3:1          | АПІА Лечгардт (2)        |

## 1/4 фіналу
| Команда 1              | Рахунок | Команда 2         |
| ---------------------- | ------- | ----------------- |
| 19 серпня 2025         |         |                   |
| Гейделберг Юнайтед (2) | 4:0     | Веллінгтон Фенікс |
| 20 серпня 2025         |         |                   |
| Ейвондейл (2)          | 6:2     | Брісбен Сіті (2)  |
| 23 серпня 2025         |         |                   |
| Сідней                 | :       | Окленд            |
| 24 серпня 2025         |         |                   |
| Ньюкасл Юнайтед Джетс  | :       | Макартур          |